# Acta Apostolicae Sedis
Las Acta Apostolicae Sedis (en latín que podría traducirse como Actas de la Sede Apostólica), abreviado para las citaciones como AAS, es el Commentarium officiale de la Sede Apostólica, por tanto el boletín oficial en el que se promulgan habitualmente la legislación universal de la Santa Sede y los documentos pontificios.

## Institución del Acta Apostolicae Sedis
El Acta Apostolicae Sedis, fue instituida por Pío X, mediante la Constitución apostólica, Promulgandi, del 29 de septiembre de 1908, de acuerdo con lo que establecía, desde el 1 de enero de 1909, la Typografia Vaticana publicaría mensualmente un Comentario Oficial donde deberían incluirse las constituciones apostólicas, las leyes, decretos y cualquier otras disposición del papa, o de las congregaciones y oficinas de la curia romana.
Además, según indicaba la citada constitución apostólica, se incluiría también noticia de los actos del papa y de la Santa Sede, cuya publicación se considerase útil y oportuna.
El Acta Apostolicae Sedis sustituyó al Acta Sanctae Sedis, que desde 1865 venía publicándose en Roma, para recopilar y divulgar los actos jurídicos más importantes de la Santa Sede. No se trataba de un periódico oficial, aunque recogía fielmente las disposiciones eclesiásticas dimanadas de la Santa Sede.
El Código de derecho canónico, que aunque preparado durante el pontificado de Pío X, fue promulgado por Benedicto XV, establece que el período de vacatio legis tras la promulgación de una ley eclesiástica universal es de tres meses tras la fecha del número correspondiente de estas Actas, a no ser que en el texto de tal ley se establezca algo diferente.
La administración y organización del AAS se regula por el Ordo Servandus, de 5 de enero de 1910, elaborado por la Secretaría de Estado, tal como ordenó Pío X, recogiendo la experiencia de la publicación durante el primer año. La preparación y redacción del AAS corresponde a la misma Secretaría de Estado, que debe recibir entre el 5 y el 25 de cada mes las disposiciones que desea publicar en el siguiente número.

## Contenido[6]

### Estructura de los boletines
- Actos del sumo pontífice, bajo el epígrafe Acta y el nombre del papa en latín, por ej. ACTA FRANCISCI PP.
  - Los documentos firmados por el papa, por orden de importancia
  - Los que se producen por mandato del papa, pero firmados por el Secretario de Estado
  - Homilías y alocuciones del papa
  - Declaraciones, convenios, etc.
- Actos de las congregaciones, bajo el epígrafe ACTA CONGRAGATIONUM
  - a continuación los de cada Congregación, bajo un epígrafe con su nombre. Se ordenan por la precedencia oficial, comenzando por la Secretaría de Estado
- Diario de la Curia Romana (DIARIUM ROMANAE CURIAE), distribuido en varios apartados
  - Audiencias del papa celebradas el mes anterior, noticias de los viajes del papa
  - Nombramiento papales
  - Necrológicas
- Apéndice de los actos propios del Estado de la Ciudad del Vaticano
- Los volúmenes del AAS, no cada uno de los fascículos, incluye un extenso índice en los siguientes apartados:
  - I. Índice general de todos los actos incluidos en el volumen (INDEX GENERALIS ACTORUM)
  - II. Índice cronológico, expresando el contenido de cada acto.
  - III. Índice alfabético
    - Por las personas citadas
    - Por diócesis o regiones
    - Por la materia

### Idioma
El AAS se publica en latín, pero en ocasiones incluye también textos en otros idiomas. Por ejemplo algunas encíclicas dirigidas especialmente a un país se suelen publicar en latín y en idioma oficial de ese país. Por otra parte, las homilías y alocuciones del papa se publican en el idioma en que se han producido.
Desde 1929 se le adjunta un suplemento en italiano, llamado Supplemento per le leggi e disposizioni dello Stato della Città del Vaticano (suplemento para las leyes y disposiciones del Estado de la Ciudad del Vaticano) que contiene las leyes y reglamentación de la Ciudad del Vaticano.

## Volúmenes publicados
De acuerdo con lo previsto en la constitución apostólica Promulgandi el primer número del AAS se publicó en enero de 1909. Los boletines de cada año componen un volumen, el volumen I (uno con números romanos) corresponde a 1909, y cada uno de los boletines reciben dentro del volumen un número árabe, del 1 al 12.
Las citas de los documentos publicados se realiza indicando el número del volumen, entre paréntesis el año, y continuación la página, o páginas, que ocupan ese documento. Así a la constitución apostólica Promulgandi, le corresponde la referencia AAS vol. I (1909), pp.
Desde 1929 se le adjunta un suplemento en italiano, llamado Supplemento per le leggi e disposizioni dello Stato della Città del Vaticano (suplemento para las leyes y disposiciones del Estado de la Ciudad del Vaticano) que contiene las leyes y reglamentación de la Ciudad del Vaticano.
Desde 2003 los boletines mensuales puedes descargarse gratuitamente en formato PDF desde la página web del Vaticano. Además, los volúmenes anteriores, desde el volumen 1, de 1909, están también disponibles en un PDF para cada volumen.